# آق‌براز (هوراند)
آق‌براز یکی از روستاهای استان آذربایجان شرقی است که در بخش چهاردانگه شهرستان هوراند واقع شده‌است. این روستا در تاریخ ۱۳ آبان ۱۳۹۷ خورشیدی به مرکزیت بخش تازه‌تأسیس چهاردانگه ارتقا یافته‌است.

## جمعیت
بنابر سرشماری مرکز آمار ایران، جمعیت روستای آق‌براز در سال ۱۳۹۵ خورشیدی، برابر با ۶۴۵ نفر بوده‌است.